# جويل إجيرتون
جويل إجيرتون (بالإنجليزية: Joel Edgerton)‏ ممثل أمريكي من أصل أسترالي من مواليد 1974، درس (بمدرسة نيبان للدراما) في (جامعة غرب سيدني)، بدأ إجيرتون حياته الفنية في منتصف التسعينات بعد أن شارك بعدة مسلسلات تلفزيونية بأستراليا، وبعد انتقاله لهوليوود كانت أول مشاركاته بدور صغير في فيلم «سباق الشمس» عام 1996، توالت بعدها أعماله الفنية.

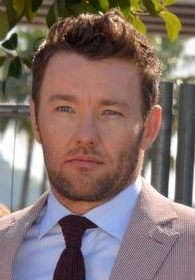

## أعماله
- بوي ايريسد (2018)
- الهدية 2015
- الهجرة: الالهة والملوك (فيلم 2014) (بالإنجليزية: Exodus Gods and Kings)‏
- غاتسبي العظيم 2013
- زيرو دارك ثيرتي 2012
- محارب 2011
- مملكة الحيوان 2010

## روابط خارجية
- جويل إجيرتون على موقع IMDb (الإنجليزية)
- جويل إجيرتون على موقع مونزينجر (الألمانية)
- جويل إجيرتون على موقع ألو سيني (الفرنسية)
- جويل إجيرتون على موقع أول موفي (الإنجليزية)
- جويل إجيرتون على موقع قاعدة بيانات الأفلام السويدية (السويدية)
- جويل إجيرتون على موقع إن إن دي بي (الإنجليزية)
- جويل إجيرتون على موقع ديسكوغز (الإنجليزية)
- جويل إجيرتون على موقع قاعدة بيانات الفيلم (الإنجليزية)
- جويل إجيرتون على موقع كينوبويسك (الروسية)